# Шохам (гериатрический центр)
Шохам (ивр. שוהם‎) — комплексный гериатрический центр в Израиле.
Находится в Пардес-Хане-Каркур. Носит имя д-ра Хаима Шохама, ранее назывался Неве-Авот.
20 отделений. Имеет кожное, глазное, стоматологическое и другие отделения, а также консультационный и диагностический центр.
Имеет 970 коек. Основан в начале 1950-х годов.